# Дворниково (Кемеровская область)
Дворниково — деревня в Тисульском районе Кемеровской области. Входит в состав Третьяковского сельского поселения.

## География
Центральная часть населённого пункта расположена на высоте 186 метров над уровнем моря.

## Население
По данным Всероссийской переписи населения 2010 года, в деревне Дворниково проживает 291 человек (148 мужчин, 143 женщины).